# Esterhuysenia
Esterhuysenia là chi thực vật có hoa trong họ Aizoaceae.